# タスマニア原生地域
タスマニア原生地域（タスマニアげんせいちいき、Tasmanian Wilderness）はオーストラリア・タスマニア州にある、ユネスコの世界遺産（複合遺産）に登録されている地域の総称。

## 概要
タスマニア原生地域はタスマニアデビルの分布域として有名である。タスマニアデビルはかつて家畜や家禽を襲う害獣とされ駆除されたが、現在では保護されている。ほかにもウォンバットやカモノハシなど、多種多様なオーストラリア区独特の生物種、この島の固有種が生息することでも知られる。
海岸の地形は氷河によって削られた1万5000年前の玄武岩があり壮大な光景を醸し出している。
また文化的遺産として、アボリジニのステンシル技法で書かれた壁画や、石器などが見つかっており、考古学的に非常に貴重な場所でもある。

## 保護された地区

### 国立公園
- ウォールズ・オブ・イェルサレム国立公園（英語版）（Walls of Jerusalem National Park）
- クレイドル山＝セント・クレア湖国立公園（Cradle Mountain-Lake St Clair National Park）
  - 入園料は210円、ダフ湖やクレイター湖など3000の湖が存在し、免許取得によりニジマスやブラウントラウトを釣る事が可能となる。水中にはマウンテンシュリンプ（英語版）、クライミングギャラクシー（英語版）が生息する。
  - 動植物は持ち帰り禁止であり、植物は湿地を好むパンダニ（英語版）、タスマニアライスフラワー（英語版）、レモンタイム（英語版）、フェアリーズエプロン（英語版）、マウンテンベリー（英語版）が存在する。
  - 動物はワラビー、ハリモグラ、ポッサム、タスマニアデビルが生息する。
  - トレッキングコースの「オーバーランドトラック」は全長80kmである。
- サウスウエスト国立公園（Southwest National Park）
- ハーツ・マウンテンズ国立公園（英語版）（Hartz Mountains National Park）
- フランクリン＝ゴードン・ワイルド・リバーズ国立公園（Franklin-Gordon Wild Rivers National Park）

### 州立保護区
- デビルス・ガレット州立保護区（Devils Gullet State reserve）
- マラクーパ・ケーブ州立保護区（Marakoopa Cave State Reserve）
- リッフィー・フォールズ州立保護区（一部、Liffey Falls State Reserve）

### 保護地域
- アダムズフィールド・保護地域（Adamsfield Conservation Area）
- サウスウエスト・保護地域（Southwest Conservation Area）
- セントラル・プレート保護地域（Central Plateau Conservation Area）
- マーブル・ヒル保護地域（Marble Hill Conservation Area）

### 森林保護区
- ドライズ・ブラフ森林保護区（Drys Bluff Forest Reserve）
- メンダー森林保護区（Meander Forest Reserve）
- リッフィー・森林保護区（Liffey Forest Reserve）

### その他
- セント・クレア礁湖（St Clare Lagoon）
- ファーム・コーブ・ゲーム・リザーブ（Farm Cove Game Reserve）
- マーツイカー・アイランド（Maatsuyker Island）
- マックスウェル・リバー保護考古学遺跡（Maxwell River Protected Archaeological Site）
- ワルガタ・ミナ保護考古学遺跡（Wargata Mina Protected Archaeological Site）
- マッコーリー・ハーバー歴史遺跡（Macquarie Harbour Historic Site）

## 登録基準
この世界遺産は世界遺産登録基準のうち、以下の条件を満たし、登録された（以下の基準は世界遺産センター公表の登録基準からの翻訳、引用である）。
- (3) 現存するまたは消滅した文化的伝統または文明の、唯一のまたは少なくとも稀な証拠。
- (4) 人類の歴史上重要な時代を例証する建築様式、建築物群、技術の集積または景観の優れた例。
- (6) 顕著で普遍的な意義を有する出来事、現存する伝統、思想、信仰または芸術的、文学的作品と直接にまたは明白に関連するもの（この基準は他の基準と組み合わせて用いるのが望ましいと世界遺産委員会は考えている）。
- (7) ひときわすぐれた自然美及び美的な重要性をもつ最高の自然現象または地域を含むもの。
- (8) 地球の歴史上の主要な段階を示す顕著な見本であるもの。これには生物の記録、地形の発達における重要な地学的進行過程、重要な地形的特性、自然地理的特性などが含まれる。
- (9) 陸上、淡水、沿岸および海洋生態系と動植物群集の進化と発達において進行しつつある重要な生態学的、生物学的プロセスを示す顕著な見本であるもの。
- (10) 生物多様性の本来的保全にとって、もっとも重要かつ意義深い自然生息地を含んでいるもの。これには科学上または保全上の観点から、すぐれて普遍的価値を持つ絶滅の恐れのある種の生息地などが含まれる。

1982年の時点でタスマニア原生地域は以下の基準を満たしたと見なされ自然遺産に登録された。
- 自然遺産7、8、9、10

1989年に登録が拡大されたとき、以下の基準を満たしたと見なされ文化遺産にも登録された。
- 文化遺産3、4、6